# Elisabethschule w Braniewie
Elisabethschule – szkoła żeńska w Braniewie, istniejąca w latach 1809–1945 (patronat św. Elżbiety otrzymała w 1917), kształcąca na poziomie szkoły zawodowej i średniej.

## Historia szkoły żeńskiej w Braniewie
Pierwsza szkoła żeńska w Braniewie powstała jako Szkoła Rzemieślnicza dla Dziewcząt (Industrieschule für Mädchen). 1 maja 1809 roku rozpoczęły w niej naukę 42 uczennice, a już na koniec maja pobierało naukę 106 uczennic w wieku od 8 do 14 lat. Dziewczęta uczyły się m.in. sztuki przędzenia, szycia i haftowania.
Wielkim wydarzeniem dla szkoły była wizyta króla Prus Fryderyka Wilhelma III z żoną Luizą w dniu 16 grudnia 1809 roku w Braniewie. Para królewska została obdarowana licznymi prezentami wykonanymi własnoręcznie przez uczennice szkoły. Król Fryderyk wyraził uznanie dla powstania tak użytecznej placówki oświatowej.
W 1810 szkoła miała już 165 uczennic i 21 nauczycielek. Ponieważ należała do miasta, do zarządu szkoły wszedł przedstawiciel rady miasta, a zarazem bogaty przedsiębiorca i mecenas edukacji Johann Oestreich.
W 1811 powstała w Braniewie kolejna szkoła Normalinstitut (od 1825 pod nazwą Seminarium Nauczycielskie w Braniewie). Seminarium Nauczycielskie, w przeciwieństwie do świeckiej szkoły żeńskiej, miało charakter katolicki i było dostępne wyłącznie dla chłopców. Jednak dzięki temu szkoła żeńska zyskała wsparcie dobrze wykształconych nauczycieli Seminarium Nauczycielskiego, którzy objęli część przedmiotów w Elisabethschule. Edukacja została poszerzona o naukę czytania, pisania, rachunki, śpiew chóralny, geografię i rysunek.
W kolejnych latach, podczas wojen wyzwoleńczych (1813–1814), liczba uczennic w szkole spada tak bardzo, że egzystencja placówki staje się zagrożona. Po krótkiej przerwie szkoła zostaje kolejny raz otwarta 13 grudnia 1815 roku.
W roku 1909 szkoła uzyskała status liceum i kończyła się maturą. 17 lipca 1917, po niemal 100 latach istnienia, szkoła żeńska została oficjalnie nazwana Elisabethschule. W październiku 1922 ewangelicka szkoła dla dziewcząt Töchterschule, licząca 80 uczennic, została z powodów finansowych połączona z Elisabethschule.
Wymusiło to rozbudowę zaplecza dydaktycznego. Już w 1898 dostawiono do budynku od strony Pasłęki dobudówkę z jedną salą do lekcji wf-u i śpiewu na parterze, a nad nią znajdowało się mieszkanie dyrektorki. W 1907 stary budynek szkolny został nadbudowany o kolejną (trzecią) kondygnację, przez co szkoła zyskała kolejnych 6 pomieszczeń. W 1911 zaś nastąpiła największa rozbudowa – na miejscu małego bocznego budynku wzniesiono drugi gmach szkolny z dużą salą gimnastyczną, salą do rysunków i salą do fizyki.

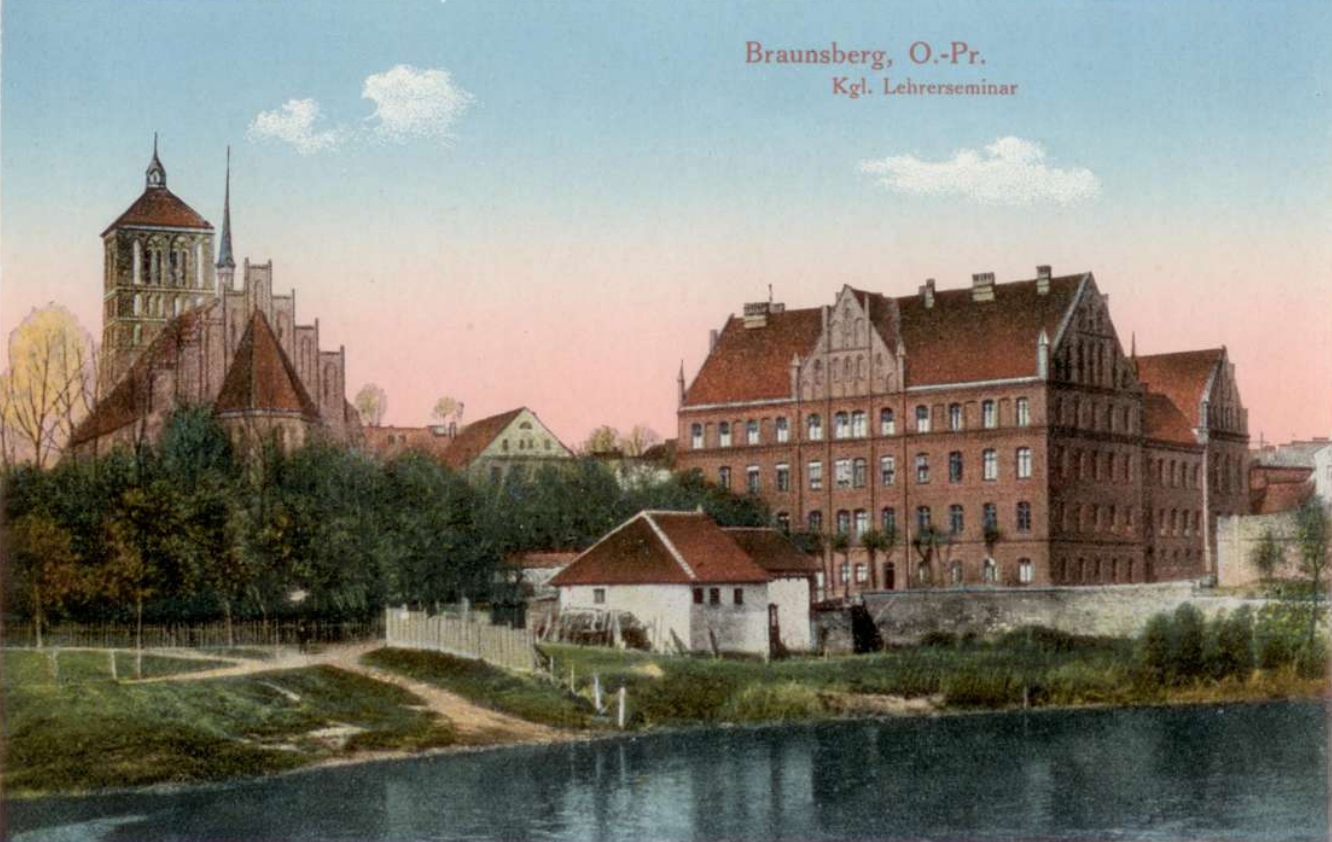
W 1939 Elisabethschule przeniesiono do Szkoły Zamkowej

W 1939 zmieniono niemal stuletnią lokalizację szkoły żeńskiej, gdy z przyczyn ekonomicznych przeniesiono ją do budynków Szkoły Zamkowej, zaś obiekty po Elisabethschule przejęła zawodowa szkoła handlowa.
Pod koniec 1944 budynek szkoły zajął Wehrmacht na koszary, lekcje jednak się jeszcze odbywały do stycznia 1945 w innych obiektach (Państwowa Akademia, dom ewangelicki, mieszkania prywatne). 22 stycznia 1945 z powodu zbliżającego się do miasta frontu Armii Czerwonej i chaosu związanego z falą uchodźców naukę zawieszono. Budynki szkoły żeńskiej, jak i Szkoły Zamkowej zostały zniszczone od bomb, a później rozebrane i współcześnie nie ma po nich śladu.
W szkole żeńskiej wykładało wielu znakomitych pedagogów, nierzadko z tytułami naukowymi, m.in. Franz Dittrich, Eugen Brachvogel, Eugen Dombrowski, Georg Grunwald, doktor matematyki Helena Świtalska.